# Ministerstvo zahraničních věcí Izraele
Ministerstvo zahraničních věcí Izraele (hebrejsky מִשְׂרַד הַחוּץ‎, arabsky وزارة الخارجية الإسرائيلية) je jedním z nejdůležitějších ministerstev vlády Státu Izrael. Úkolem ministerstva je provádět zahraniční politiku Izraele a podporovat hospodářské, kulturní a vědecké vztahy s ostatními zeměmi.
Ministerstvo zahraničních věcí sídlí ve čtvrti Giv'at Ram v Jeruzalémě. Od 1. ledna 2024 je ministrem Jisra'el Kac.

## Historie
V prvních měsících roku 1948, kdy se formovala vláda budoucího Státu Izrael, sídlilo Ministerstvo zahraničních věcí na předměstí Tel Avivu. Prvním ministrem zahraničních věcí se stal tehdejší předseda politického oddělení Židovské agentury Moše Šaret, a generálním ředitelem se stal Walter Ejtan.
V listopadu 2013 byl ukončen nejdelší spor v historii odborového svazu pracovníků ministerstva zahraničí, když diplomaté podepsali dohodu o zvýšení svých platů a zlepšení pracovních podmínek. Byla založena nová organizace, jejímž posláním je prosazovat zájmy zaměstnanců Ministerstva zahraničních věcí. V prosinci 2014, v reakci na vznesené otázky, zařídil Ronen Hoffman v Knesetu vznik výboru pro posílení zahraniční služby a izraelské diplomacie. Hoffman prohlásil: „Dokud budou bezpečnostní instituce a armáda upřednostňovány před zahraniční službou, je národní bezpečnost narušena. Země, jejíž zahraniční služba nezaujímá hlavní postavení, nejedná v nejlepším národním zájmu.“

## Diplomatické vztahy
Izrael udržuje diplomatické vztahy se 160 zeměmi. Izrael provozuje 79 velvyslanectví, 22 generálních konzulátů a 6 speciálních misí: v New Yorku, Ženevě, Paříži, Vídni a Bruselu.
V říjnu 2000 Tunisko, Katar a Omán přerušily diplomatické styky s Izraelem, čímž došlo k uzavření izraelských diplomatických misí v těchto zemí. Niger, který obnovil vztahy s Izraelem v listopadu 1996, je přerušil v dubnu 2002. Venezuela a Bolívie přerušily diplomatické vztahy s Izraelem v lednu 2009 v důsledku operace Izraelských obranných sil proti Hamásu v Pásmu Gazy.

## Budova ministerstva
Novou budovu Ministerstva zahraničních věcí Izraele v Kirjat ha-Memšala navrhli architekti Kolker, Kolker a Epstein. Budova se skládá ze tří křídel: V jednom z nich sídlí kanceláře ministra zahraničí a generálního ředitele, ve druhém diplomatický sbor a knihovna a třetí slouží jako recepce. Vnější stěny recepce tvoří onyxové desky. V červnu 2001 získal návrh cenu od Royal Institute of Architects of Canada.

## Seznam ministrů
Ministr zahraničních věcí Izraele (hebrejsky שר החוץ‎, sar ha-chuc) stojí v čele Ministerstva zahraničních věcí Izraele. Tato pozice je po premiérovi a ministru obrany jednou z nejdůležitějších ve vládě Státu Izrael.
| #  | Ministr            | Politická strana               | Vláda                  | Nástup do úřadu    | Konec v úřadu      | Poznámky                   |
| -- | ------------------ | ------------------------------ | ---------------------- | ------------------ | ------------------ | -------------------------- |
| 1  | Moše Šaret         | Mapaj                          | P, 1, 2, 3, 4, 5, 6, 7 | 15. května 1948    | 18. června 1956    | Premiér v letech 1954–1955 |
| 2  | Golda Meirová      | Mapaj Ma'arach                 | 7, 8, 9, 10, 11, 12    | 18. června 1956    | 12. ledna 1966     |                            |
| 3  | Abba Eban          | Ma'arach Strana práce Ma'arach | 13, 14, 15, 16         | 13. ledna 1966     | 2. června 1974     |                            |
| 4  | Jig'al Alon        | Ma'arach                       | 17                     | 3. června 1974     | 19. června 1977    |                            |
| 5  | Moše Dajan         | nezávislý                      | 18                     | 20. června 1977    | 23. října 1979     |                            |
| 6  | Menachem Begin     | Likud                          | 18                     | 23. října 1979     | 10. března 1980    | Premiér                    |
| 7  | Jicchak Šamir      | Likud                          | 18, 19, 20, 21         | 10. března 1980    | 20. října 1986     | Premiér v letech 1983–1984 |
| 8  | Šimon Peres        | Ma'arach                       | 22                     | 20. října 1986     | 23. prosince 1988  |                            |
| 9  | Moše Arens         | Likud                          | 23                     | 23. prosince 1988  | 12 . června 1990   |                            |
| 10 | David Levy         | Likud                          | 24                     | 13. června 1990    | 13. července 1992  |                            |
| –  | Šimon Peres        | Strana práce                   | 25                     | 14 . července 1992 | 22. listopadu 1995 |                            |
| 11 | Ehud Barak         | Strana práce                   | 26                     | 22. listopadu 1995 | 18. června 1996    | Nebyl členem Knesetu       |
| –  | David Levy         | Gešer                          | 27                     | 18. června 1996    | 6. ledna 1998      |                            |
| 12 | Benjamin Netanjahu | Likud                          | 27                     | 6. ledna 1998      | 13. října 1998     | Premiér                    |
| 13 | Ariel Šaron        | Likud                          | 27                     | 13. října 1998     | 6. června 1999     |                            |
| –  | David Levy         | Jeden Izrael                   | 28                     | 6 June 1999        | 4. srpna 2000      |                            |
| –  | Ehud Barak         | Jeden Izrael                   | 28                     | 4. srpna 2000      | 10. srpna 2000     | Premiér                    |
| 14 | Šlomo Ben Ami      | Jeden Izrael                   | 28                     | 10. srpna 2000     | 7. března 2001     |                            |
| –  | Šimon Peres        | Strana práce                   | 29                     | 7. března 2001     | 2. října 2002      |                            |
| –  | Ariel Šaron        | Likud                          | 29                     | 2. října 2002      | 6. listopadu 2002  | Premiér                    |
| –  | Benjamin Netanjahu | Likud                          | 29                     | 6. listopadu 2002  | 28. února 2003     |                            |
| 15 | Silvan Šalom       | Likud                          | 30                     | 28. února 2003     | 16. ledna 2006     |                            |
| 16 | Cipi Livniová      | Kadima                         | 31                     | 18. ledna 2006     | 1. dubna 2009      |                            |
| 17 | Avigdor Lieberman  | Jisra'el bejtenu               | 32                     | 1. dubna 2009      | 18 December 2012   |                            |
| –  | Benjamin Netanjahu | Likud                          | 32, 33                 | 18. prosince 2012  | 11 November 2013   | Premiér                    |
| –  | Avigdor Lieberman  | Jisra'el bejtenu               | 33                     | 11. listopadu 2013 | 6. května 2015     |                            |
| –  | Benjamin Netanjahu | Likud                          | 34                     | 14. května 2015    | 17. února 2019     | Premiér                    |
| 18 | Jisra'el Kac       | Likud                          | 34                     | 17. února 2019     | 17. května 2020    |                            |
| 19 | Gabi Aškenazi      | Kachol lavan                   | 35                     | 17. května 2020    | 13. června 2021    |                            |
| 20 | Ja'ir Lapid        | Ješ atid                       | 36                     | 13. června 2021    | 29. prosince 2022  | Alternující premiér        |
| 21 | Eli Kohen          | Likud                          | 37                     | 29. prosince 2022  | 1. ledna 2024      |                            |
| 22 | Jisra'el Kac       | Likud                          | 37                     | 1. ledna 2024      | 5. listopadu 2024  |                            |
| 23 | Gid'on Sa'ar       | Nová naděje                    | 37                     | 5. listopadu 2024  |                    |                            |

### Náměstci ministrů
| #  | Náměstek           | Politická strana                                  | Vláda  | Nástup do úřadu   | Konec v úřadu      |
| -- | ------------------ | ------------------------------------------------- | ------ | ----------------- | ------------------ |
| 1  | Jehuda Ben Me'ir   | Národní náboženská stranaGešer-Merkaz cijoni dati | 19, 20 | 11. srpna 1981    | 13. září 1984      |
| 2  | Roni Milo          | Likud                                             | 21     | 24. září 1984     | 20. října 1986     |
| 3  | Benjamin Netanjahu | Likud                                             | 23, 24 | 26. prosince 1988 | 11. listopadu 1991 |
| 4  | Josi Bejlin        | Strana práce                                      | 25     | 4. srpna 1992     | 17. července 1995  |
| 5  | Eli Dajan          | Strana práce                                      | 26     | 24. července 1995 | 18. června 1996    |
| 6  | Naváf Masálaha     | Jeden Izrael                                      | 28     | 5. srpna 1999     | 7. března 2001     |
| 7  | Micha'el Melchi'or | Mejmad                                            | 29     | 7. března 2001    | 26. března 2001    |
| 8  | Madžali Wahabi     | Kadima                                            | 31     | 29. října 2007    | 31. března 2009    |
| 9  | Danny Ajalon       | Jisra'el bejtenu                                  | 32     | 31. března 2009   | 18. března 2013    |
| 10 | Ze'ev Elkin        | Likud                                             | 33     | 18. března 2013   | 12. května 2014    |
| 11 | Cachi Hanegbi      | Likud                                             | 33     | 2. června 2014    | 6. května 2015     |
| 12 | Cipi Chotovely     | Likud                                             | 34     | 19. května 2015   | 21. dubna 2020     |
| 13 | Idan Roll          | Ješ atid                                          | 36     | 12. června 2021   |                    |